# André Vincent
André Vincent (Montpellier, mai 1871 - Montpellier, 11 octobre 1935) est un avocat et une personnalité royaliste française. Son engagement politique a pour cadre le Midi blanc de la France, où il préside notamment le Comité royaliste de l'Hérault et seconde Anatole de Cabrières dans sa résistance à la Troisième République.

## Biographie
Lors de la condamnation pontificale de l'Action française, un vif débat a lieu dans le journal L'Éclair. Le directeur de la rédaction, Alexandre de Vichet, s'aligne sur les vues du nouvel évêque de Montpellier, René-Pierre Mignen, qui souhaite que le journal cesse de relayer les thèses du nationalisme intégral. Il se heurte à André Vincent qui parvient à emporter l'avis des actionnaires du quotidien et à imposer à de Vichet que « le journal ne connaît pas d’ennemis à droite » et ne doit donc pas tourner le dos à la ligue de Charles Maurras.